# Бобров, Борис Иосифович
Борис Иосифович Бобров (29 августа 1896 года, Саратов — 22 ноября 1937 года, Смоленск) — советский военный деятель, комдив (20 ноября 1935 года).

## Начальная биография
Борис Иосифович Бобров родился 29 августа 1896 года в Саратове в семье служащих.
В 1915 году окончил Коммерческое училище.

## Военная служба

### Первая мировая и гражданская войны
В 1915 году направлен на учёбу на ускоренный курс Чугуевского военного училища, после окончания которого принимал участие в боевых действиях на Западном фронте, в ходе которых был ранен и отравлен газами. В чине штабс-капитана служил на должности командира батальона в составе Сибирского 26-го стрелкового полка.
В октябре 1918 года призван в ряды РККА, после чего направлен на Восточный фронт, где назначен на должность инструктора 1-го сапёрного батальона, а в ноябре того же года переведён на должность помощника начальника общего отделения Оперативного управления штаба 4-й армии.
В 1919 году вступил в ряды РКП(б). В феврале того же года направлен на учёбу в Военную академию РККА, из которой в апреле 1920 года был отозван на Западный фронт, где служил на должностях помощника начальника и начальника оперативного отделения штаба фронта, в августе того же года назначен на должность помощника начальника Оперативного пункта в Белостоке, а в августе — на должность помощника начальника информационно-исторического отделения штаба фронта.
В сентябре 1920 года Б. И. Бобров назначен на должность военного атташе, а в октябре переведён на должность помощника военного атташе при полпредстве РСФСР в Литве.

### Послевоенная карьера
В марте 1921 года вернулся на учёбу в Военную академию РККА, после окончания которой в ноябре того же года назначен на должность помощника начальника, в декабре — на должность начальника Оперативного управления, затем отдела штаба Отдельной Кавказской армии.
В ноябре 1922 года переведён на должность начальника штаба и военного комиссара 2-й Кавказской стрелковой дивизии, в ноябре 1923 года переведён в Азербайджанскую стрелковую дивизию, где служил на должностях помощника командира и командира дивизии, а в январе 1924 года назначен на должность начальника и военного комиссара Тифлисской пехотной школы.
В октябре 1925 года Б. И. Бобров переведён на должность помощника начальника Оперативного управления штаба РККА, в сентябре 1926 года — на должность сверхштатного сотрудника Управления по комсоставу ГУ РККА, а в ноябре того же года — на должность начальника 4-го (разведывательного) отдела штаба Московского военного округа. В 1927 и 1928 годах находился в двухмесячных служебных командировках в Германии.
В декабре 1928 года назначен на должность заместителя начальника штаба Белорусского военного округа, в ноябре 1931 года — на должность командира и военкома 2-й Белорусской стрелковой дивизии, в феврале 1934 года — на должность командира и военкома 16-го стрелкового корпуса, а в январе 1935 года — на должность начальника штаба Белорусского военного округа.
Борис Иосифович Бобров арестован 29 июня 1937 года. Военной коллегией Верховного суда СССР 22 ноября того же года по обвинению в участии в военном заговоре приговорен к расстрелу. Приговор приведён в исполнение в Смоленске в тот же день.
Определением Военной коллегии от 3 августа 1957 года реабилитирован.